# Jofre Carreras
Carreras  Pagès est un nom espagnol. Le premier nom de famille, en général paternel, est Carreras ; le second, en général maternel, souvent omis, est Pagès.
Pour les articles homonymes, voir Carreras.
Jofre Carreras, né le 17 juin 2001 à Gérone, est un footballeur professionnel espagnol qui évolue au poste d'ailier droit au RCD Espanyol Barcelone.

## Biographie

### Carrière en club
Né à Gérone, Jofre Carreras passe par le centre de formation du Girona FC avant de rejoindre les catégories jeunes du RCD Espanyol en 2014. Le 28 février 2020, il renouvelle son contrat avec les pericos jusqu'en 2024.
En début de saison 2020-2021, il termine la pré-saison avec l'équipe première après avoir disputé quelques matchs avec l'équipe réserve, en troisième division. Le 27 septembre 2020, il fait ses débuts en deuxième division avec l'équipe première lors d'une victoire deux buts à zéro à l'extérieur face au Real Oviedo, au cours de laquelle il joue 31 minutes. Il devient ainsi le deuxième joueur né au XXIe siècle à faire ses débuts avec l'équipe première après Nico Melamed.
Le 14 août 2022, son départ en prêt au CD Mirandés est officialisé pour la saison 2022-2023, après avoir prolongé son contrat jusqu'en 2026. Il revient à l'Espanyol une fois le prêt terminé et, désormais titulaire régulier en équipe première, fait partie de l'équipe qui remonte en première division pour la saison 2024-2025,.

## Statistiques

### En club
| Saison                | Club                  | Championnat           | Championnat | Championnat | Championnat | Coupe(s) nationale(s) | Coupe(s) nationale(s) | Coupe(s) nationale(s) | Total | Total | Total |
| Saison                | Club                  | Division              | M.          | B.          | P.d.        | M.                    | B.                    | P.d.                  | M.    | B.    | P.d.  |
| 2018-2019             | RCD Espanyol B        | Segunda División B    | 1           | 0           | -           | -                     | -                     | -                     | 1     | 0     | 0     |
| 2019-2020             | RCD Espanyol B        | Segunda División B    | 3           | 0           | -           | -                     | -                     | -                     | 3     | 0     | 0     |
| 2020-2021             | RCD Espanyol B        | Segunda División B    | 8           | 2           | -           | -                     | -                     | -                     | 8     | 2     | 0     |
| 2021-2022             | RCD Espanyol B        | Segunda Federación    | 17+1        | 3+0         | -           | -                     | -                     | -                     | 18    | 3     | 0     |
| Sous-total            | Sous-total            | Sous-total            | 30          | 5           | -           | -                     | -                     | -                     | 30    | 5     | 0     |
| 2020-2021             | RCD Espanyol          | Segunda División      | 3           | 0           | 0           | 2                     | 0                     | 0                     | 5     | 0     | 0     |
| 2021-2022             | RCD Espanyol          | La Liga               | 3           | 0           | 1           | 1                     | 0                     | 0                     | 4     | 0     | 1     |
| 2023-2024             | RCD Espanyol          | Segunda División      | 35+4        | 3+0         | 4+0         | 3                     | 2                     | 0                     | 42    | 5     | 4     |
| 2024-2025             | RCD Espanyol          | La Liga               | 21          | 2           | 4           | 1                     | 0                     | 0                     | 22    | 2     | 4     |
| Sous-total            | Sous-total            | Sous-total            | 62          | 5           | 9           | 7                     | 2                     | 0                     | 69    | 7     | 9     |
| 2022-2023             | CD Mirandés (prêt)    | Segunda División      | 27          | 1           | 0           | 1                     | 0                     | 0                     | 28    | 1     | 0     |
| Total sur la carrière | Total sur la carrière | Total sur la carrière | 119         | 11          | 9           | 8                     | 2                     | 0                     | 127   | 13    | 9     |

## Palmarès
- Champion d'Espagne D2 en 2020-2021 avec l'Espanyol de Barcelone.